# Thomirey
Thomirey ist eine französische Gemeinde mit 56 Einwohnern (Stand 1. Januar 2022) im Département Côte-d’Or in der Region Bourgogne-Franche-Comté. Sie gehört zum Kanton Arnay-le-Duc und zum Arrondissement Beaune.
Nachbargemeinden sind Foissy im Norden, Veilly im Nordosten, Bessey-la-Cour und Écutigny im Osten, Saussey im Süden, Champignolles im Südwesten und Lacanche und Antigny-la-Ville im Westen.

## Weblinks

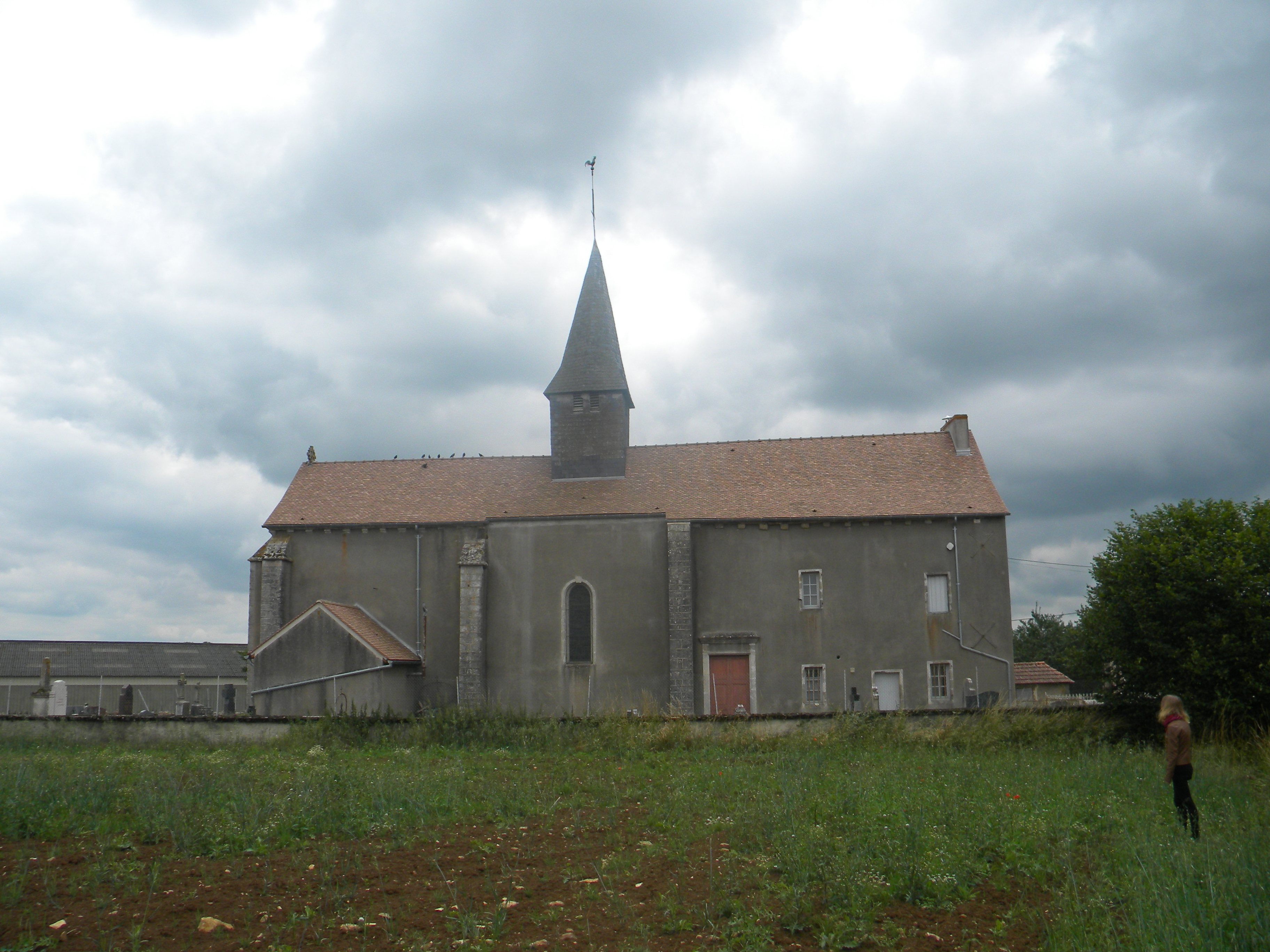
Kirche Saint-Laurent

## Bevölkerungsentwicklung
| Jahr                       | 1962 | 1968 | 1975 | 1982 | 1990 | 1999 | 2008 | 2016 |
| -------------------------- | ---- | ---- | ---- | ---- | ---- | ---- | ---- | ---- |
| Einwohner                  | 90   | 75   | 66   | 63   | 53   | 54   | 57   | 47   |
| Quellen: Cassini und INSEE |      |      |      |      |      |      |      |      |